# Xysticus verneaui
Xysticus verneaui är en spindelart som beskrevs av Simon 1883. Xysticus verneaui ingår i släktet Xysticus och familjen krabbspindlar. Inga underarter finns listade i Catalogue of Life.